# Congosto de Ventamillo
Congosto de Ventamillo este o arie protejată (arie specială de conservare — SAC, sit de importanță comunitară — SCI) din Spania întinsă pe o suprafață de 247 ha, integral pe uscat.

## Localizare
Centrul sitului Congosto de Ventamillo este situat la coordonatele 42°29′19″N 0°27′33″E / 42.4887°N 0.459228°E.

## Înființare
Situl Congosto de Ventamillo a fost declarat sit de importanță comunitară în ianuarie 1997.

## Biodiversitate
Situată în ecoregiunea alpină, aria protejată conține 4 habitate naturale: Izvoare petrifiante cu formare de travertin (Cratoneurion), Pante stâncoase calcaroase cu vegetație casmofită, Păduri pe pante, grohotișuri și ravene de Tilio-Acerion, Păduri iberice de Quercus faginea și Quercus canariensis.
La baza desemnării sitului se află mai multe specii protejate:
- plante (1): Petrocoptis pseudoviscosa
- mamifere (2): vidră de râu (Lutra lutra), liliacul mic cu potcoavă (Rhinolophus hipposideros)

Pe lângă speciile protejate, pe teritoriul sitului au mai fost identificate 6 specii de plante, 13 specii de păsări, 3 specii de amfibieni, 2 specii de mamifere, 1 specie de nevertebrate, 1 specie de pești.